# Nikolaus Nützel
Nikolaus Nützel (* 1967 in Rothenburg ob der Tauber) ist ein deutscher Journalist und Autor.

## Leben und Wirken
Nützel leistete nach seinem Abitur am Reichsstadt-Gymnasium Rothenburg ob der Tauber 1986 seinen Zivildienst in Göttingen ab. Dort begann er 1988 eine Ausbildung zum Fremdsprachenkorrespondenten für Englisch und Spanisch und als Dolmetscher für Spanisch. Von 1989 bis 1995 absolvierte er in München eine Ausbildung zum Redakteur an der Deutschen Journalistenschule München, verbunden mit einem Doppelstudium Journalistik und Romanistik an der Ludwig-Maximilians-Universität München. Währenddessen erhielt er 1994 ein Forschungsstipendium des Spanischen Außenministeriums an der Nationalbibliothek in Madrid.
Seit 1995 ist Nützel als freier Journalist u. a. für den Bayerischen Rundfunk, den Deutschlandfunk und die Deutsche Presseagentur tätig. Sein Themenschwerpunkt ist die Gesundheitspolitik. Außerdem veröffentlichte er Jugendsachbücher und einen Reiseführer.
Nützel lebt mit seiner Frau und zwei Kindern in München.

## Auszeichnungen
Sein erstes Jugendbuch Sprache oder Was den Mensch zum Menschen macht wurde durch das österreichische Wissenschaftsministerium als "Bestes Junior-Wissensbuch 2007" ausgezeichnet. Es war zudem für den Deutschen Jugendliteraturpreis 2008 nominiert.
7 Wege reich zu werden – 7 Wege arm zu werden wurde als "Bestes Junior-Wissensbuch 2011" ebenfalls durch das österreichische Wissenschaftsministerium ausgezeichnet.
"Mein Opa, sein Holzbein und der Große Krieg" war für den Deutschen Jugendliteraturpreis 2014 nominiert.

## Werke
- Sprachzauber. Warum unser Blabla mehr als Hokuspokus ist. Ars Edition, München 2020, ISBN 978-3-8458-3062-9
- Was ist Liebe? Eine Frage, viele Antworten. Ars Edition, München 2019, ISBN 978-3-8458-1879-5
- Dein letzter Gottesdienst? Das etwas andere Buch zur Konfirmation und Firmung –   cbj, München 2016, ISBN 978-3-641-18280-9
- mit Hannes Blankenfeld: Jugend in Gefahr! 19 Tipps, wie du deinen 20. Geburtstag erlebst. Und den 100. vielleicht auch noch. cbj, München 2015, ISBN 978-3-570-15976-7
- Mein Opa, sein Holzbein und der Große Krieg. Was der Erste Weltkrieg mit uns zu tun hat. Ars Edition, München 2013, ISBN 978-3-8458-0172-8
- Ihr schafft mich – Wie andere dein Leben bestimmen und wie du dein Leben selbst bestimmen kannst. cbj, München 2013, ISBN 978-3-570-40265-8[5]
- mit Jürgen Andrich: Das Universum im Kopf. Wie unser Gehirn funktioniert. Bloomsbury, Berlin 2010, ISBN 978-3-8333-5057-3
- 7 Wege reich zu werden – 7 Wege arm zu werden. cbj, München 2010, ISBN 978-3-570-13846-5[6]
- Sprache oder Was den Mensch zum Menschen macht. cbt, München 2009, ISBN 978-3-570-30628-4
- Erste Hilfe für Patienten – und andere Geschädigte der Gesundheitsreform. Knaur, München 2009, ISBN 978-3-426-78264-4
- Gesundheitspolitik ohne Rezept: Warum Deutschlands Medizinbetrieb so schwer zu kurieren ist. dtv, München 2007, ISBN 978-3-423-24614-9
- Gebrauchsanweisung für Andalusien. Piper, München / Zürich 2000, ISBN 3-492-04278-3